# Бонфанти, Джованни
Джованни Бонфанти (итал. Giovanni Bonfanti; родился 17 января 2003 года, Милан) — итальянский футболист, центральный защитник клуба «Аталанта», выступающий на правах аренды за «Пизу».

## Клубная карьера
Уроженец Милана, Бонфанти присоединился к академии «Аталанты» в 12-летнем возрасте. В 2021 году был отдан в аренду в клуб «Сампдория», где выступал за молодёжную команду в Примавере. Зимой 2022 года был включён Марко Джампаоло в заявку первой команды на матч против «Милана».
14 июля 2022 года на правах аренды до конца сезона перешёл в клуб Серии C «Понтедера». Дебютировал 9 августа в игре с «Ольбией», выйдя в стартовом составе. Всего в первом профессиональном сезоне провёл 23 матча. «Понтедера» заняла 6-е место в группе B и вышла в плей-офф, где вылетела от «Губбио».
Вернувшись в Аталанту летом 2023 года, Бонфанти начал тренироваться с первой командой под руководством Джан Пьеро Гасперини. На старте сезона был переведён в недавно сформированную резервную команду клуба. 3 сентября дебютировал в матче против «Виртус Вероны», выйдя в стартовом составе и отдав передачу на гол Мустафы Сиссе. После того, как зарекомендовал себя в качестве постоянного игрока резервной команды, 25 ноября в игре с «Наполи» Бонфанти дебютировал в Серии A, заменив на 76-й минуте Сеада Колашинаца. 14 декабря дебютировал в еврокубках, выйдя в стартовом составе на матч группового этапа Лиги Европы против польского «Ракува» и забив гол. В той кампании «Аталанта» дошла до финала, где обыграла немецкий «Байер 04»; Бонфанти в заявку на финальный матч не попал. 13 января 2024 года забил первый гол за резервную команду, принеся победу над «Тренто». В дебютном сезоне резервная команда «Аталанты» заняла 5-е место в группе A и вышла в плей-офф, где уступила «Катании».
9 августа 2024 года вернулся в Серию C, присоединившись на правах годичной аренды к «Пизе». Дебютировал 17 августа в матче против «Специи», заменив в перерыве Артуро Калабрези.

## Карьера в сборной
Выступал за сборные Италии до 16, до 20 лет и до 21 года.

## Достижения
«Аталанта»
- Победитель Лиги Европы: 2023/24